# Infortunistica
Per infortunistica si intende lo studio delle cause e delle conseguenze degli infortuni (soprattutto in ambito lavorativo, ma non solo) finalizzato allo svolgimento di attività inerenti a prevenire gli infortuni, ad assistere i soggetti coinvolti dall'infortunio (ovvero sia l'infortunato sia i soggetti responsabili o possibilmente responsabili dell'infortunio) e alle attività da svolgere ai fini assicurativi.

## Medicina infortunistica
La medicina infortunistica è il ramo della medicina legale applicata agli infortuni. L'oggetto della medicina infortunistica include le cause e concause di infortuni e l'invalidità conseguente a infortuni.

## Consulenza infortunistica
Per consulenza infortunistica si intende l'attività di affiancamento e supporto di coloro che hanno sofferto un sinistro o infortunio (sinistro stradale, infortunio sul lavoro, furto, incendio, danno nautico), atta a garantire i necessari consigli medico-psicologici o legali.
Sotto il profilo legale, tale consulenza ha lo scopo di tutelare i diritti dei soggetti coinvolti, inclusi anche gli enti preposti alla liquidazione dei danni, al fine di garantire la più equa valutazione del danno possibile ed evitare incoerenze e inadempienze rispetto a quanto regolamentato dalle leggi vigenti.

## Storia
La distinzione tra il concetto di "malattia professionale" e quello di "infortunio" (che a loro volta sono associati ai concetti di "salute" e "sicurezza") è attribuita al medico legale italiano Lorenzo Borri, che la descrisse nel 1912 suo trattato "Le lesioni traumatiche di fronte al codice penale e civile e rispetto agli infortuni del lavoro", segnando così la nascita della medicina infortunistica.